# 埼玉県立歴史と民俗の博物館
埼玉県立歴史と民俗の博物館（さいたまけんりつれきしとみんぞくのはくぶつかん）は、埼玉県さいたま市大宮区高鼻町の大宮公園内にある、歴史と民俗、美術の総合博物館である。前身は1971年に現在地に開館した埼玉県立博物館で、2006年に埼玉県立民俗文化センターと統合して現名称となった。

## 沿革
前身である埼玉県立博物館は、埼玉県の設置100周年を祝う「埼玉百年」記念事業のメインプロジェクトとして1970年に竣工し、翌1971年（昭和46年）11月1日に開館し、6日に公開を開始した。設計は前川國男。開館当時、都道府県立の人文系総合博物館としては画期的な規模と内容をもち、以後新設された他の都道府県立博物館に影響を与えるところが大きかった。
埼玉県立博物館が建設される以前は、埼玉県立文化会館がこの地にあった。ここには1955年（昭和30年）に附設郷土展示場が置かれ、1957年（昭和32年）には附設郷土展示室となり将来的には一大的な郷土館にしたいとしていた。数年後、県立博物館の設置構想が打ち出されると県内各地から誘致運動が始まった。名乗りを挙げたのは、浦和・熊谷・秩父・川越・東松山・大宮の各市だった。協議の末、1966年（昭和41年）に、建設地が大宮と決定した。交通の利便性と文化会館の活動が評価されたのである。
その後、近代美術を1982年（昭和57年）11月3日に開館した埼玉県立近代美術館に移して、1983年（昭和58年）11月3日に歴史系総合博物館となった。
また、埼玉県立民俗文化センター（Saitama Folklore Museum）は、1980年（昭和55年）11月1日に都道府県立として初の民俗芸能と民俗工芸の調査・記録・保存をする民俗文化博物館として岩槻市加倉5-12-1（現さいたま市岩槻区）に開所した。通称は「わざの博物館」。
2002年(平成14年)に第4回日本建築家協会25年賞(一般建築部門)を受賞。
2006年(平成18年)4月に埼玉県立博物館等の統合計画により、「埼玉県立歴史と民俗の博物館」となった。建物は県立博物館のものを引き継ぐが、県の設置条例では「改称」ではなく、「設置」と称している。民俗文化センターは取り壊されず、現在もそのままの状態となっている。
2007年（平成19年）4月に、これまでの「郷土学習室」を「ゆめ、体験ひろば」に改装した。

## 主な収蔵品
- 国宝の太刀、短刀
  - 太刀（銘備前国長船住左兵衛尉景光 作者進士三郎景政 嘉暦二二年己巳七月日）
  - 短刀（銘備州長船住景光 元亨三年三月日）（謙信景光）
- 太平記絵巻（埼玉県指定文化財）

武蔵武士の活躍も描かれている江戸時代初期の太平記絵巻原本で、国立歴史民俗博物館本所蔵本やニューヨーク公共図書館所蔵本などと一連のもの。作者は海北友雪か。全12巻のうち当館は第一、二、六、七、十巻を所蔵する。他の巻は、第五、十一、十二巻が国立歴史民俗博物館、第三、八巻がニューヨーク公共図書館に所蔵され、第四巻と第九巻は所在不明である。埼玉県立博物館の開館翌年にあたる1972年（昭和47年）に都内の古書店から第一巻を収蔵し、1995年（平成7年）から翌1996年にかけてアメリカで開催された美術オークションに出展された第二、七巻を収蔵している。
- 法華経一品経（国宝、ときがわ町慈光寺より寄託）

## 文化財

### 国宝
- 太刀 銘備前国長船住左兵衛尉景光 作者進士三郎景政 嘉暦二二年己巳七月日（工芸品） - 1954年（昭和29年）3月20日指定。
- 短刀 銘備州長船住景光 元亨三年三月日附小サ刀拵（工芸品） - 1956年（昭和31年）6月28日指定。

### 重要文化財（国指定）
- 刀 無銘 伝助真（工芸品） - 所有者は龍門寺。埼玉県立歴史と民俗の博物館寄託。1950年（昭和25年）8月29日指定。

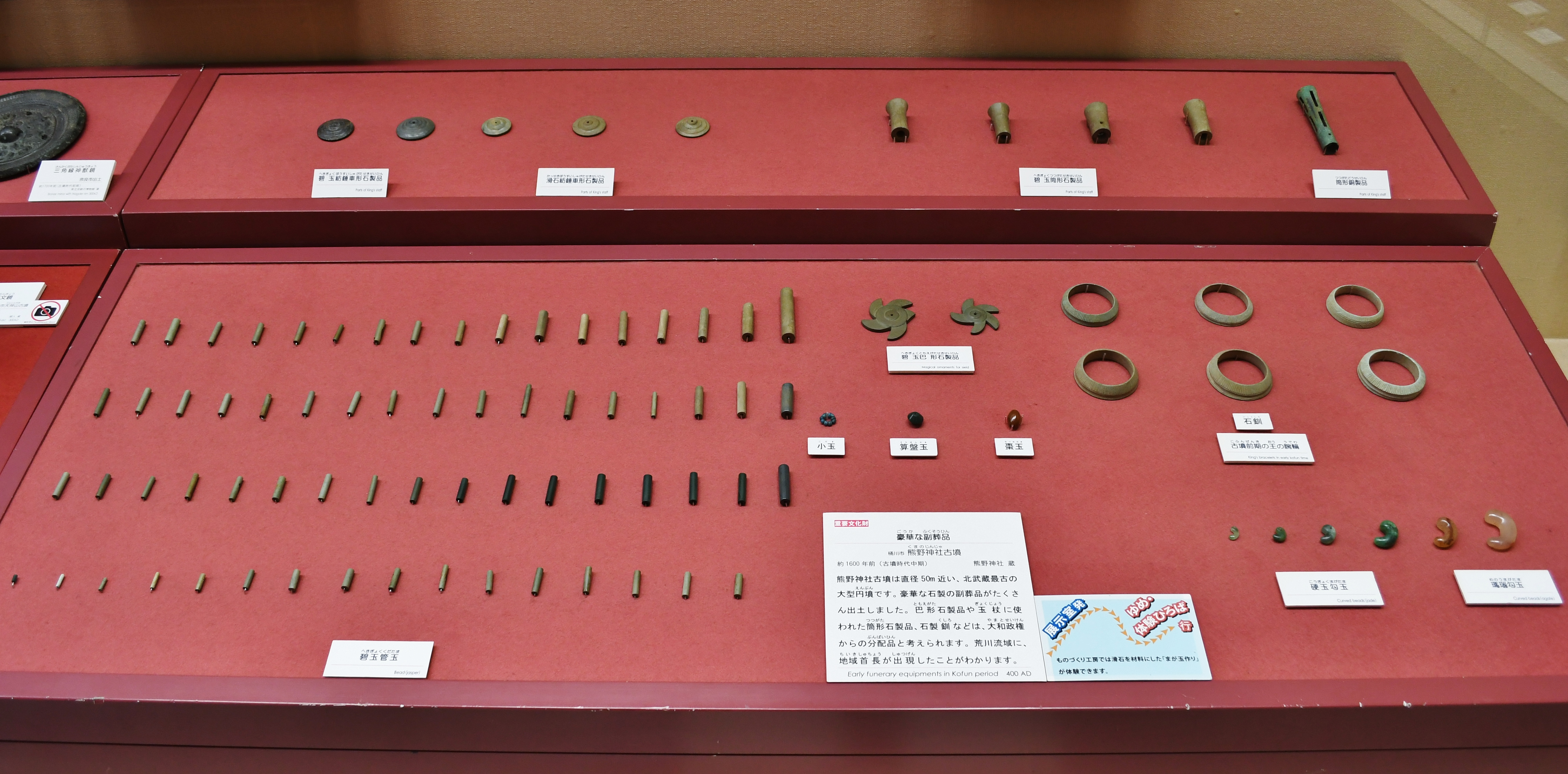
熊野神社古墳出土品

### 重要有形民俗文化財（国指定）
- 北武蔵の農具 1,640点 - 1983年（昭和58年）4月13日指定。

### 埼玉県指定文化財
- 有形文化財
  - 月江正文和尚頂相（絵画） - 所有者は普門院。埼玉県立歴史と民俗の博物館寄託。1956年（昭和31年）11月1日指定。
  - 紙本着色太平記絵巻 巻第一、二、六、七、十 5巻（絵画） - 1996年（平成8年）3月19日指定。
  - 一の谷合戦図屏風 海北友雪筆（絵画） - 1996年（平成8年）3月19日指定。
  - 紙本着色鯉亀図 葛飾北斎筆（絵画） - 2008年（平成20年）3月14日指定。
  - 円空作木造薬師如来立像（彫刻） - 所有者は正法院。埼玉県立歴史と民俗の博物館貸出。1994年（平成6年）3月16日指定。
  - 円空作木造十二神将立像 12躯（彫刻） - 所有者は正法院。埼玉県立歴史と民俗の博物館貸出。1994年（平成6年）3月16日指定。
  - 鋳銅懸仏（工芸品） - 1961年（昭和36年）3月1日指定。
  - 螺鈿鞍（工芸品） - 所有者は久伊豆神社。埼玉県立歴史と民俗の博物館寄託。1962年（昭和37年）3月10日指定。
  - 石燈籠（工芸品） - 1962年（昭和37年）3月10日指定。
  - 椿文鎌倉彫笈（工芸品） - 所有者は個人。埼玉県立歴史と民俗の博物館寄託。1972年（昭和47年）3月28日指定。
  - 縹糸威最上胴丸具足（工芸品） - 1982年（昭和57年）11月30日指定。
  - 源氏車紋鞍（付障泥一対、鐙一対、轡一口）（工芸品） - 1982年（昭和57年）11月30日指定。
  - 藤枝太郎英義作 刀（工芸品） - 1988年（昭和63年）2月26日指定。
  - 道憲作十文字槍（工芸品） - 1988年（昭和63年）2月26日指定。
- 有形民俗文化財
  - 赤山渋生産用具及び渋小屋 99点 - 1987年（昭和62年）3月24日指定。
  - 岡田家芝居衣裳・用具 462点 - 1994年（平成6年）3月16日指定。
  - 石山家芝居衣裳・用具及び芝居台本 291点 - 1994年（平成6年）3月16日指定。
  - 中本家神楽師用具 257点 - 1999年（平成11年）3月19日指定。
  - 押絵羽子板面相師関係資料 5,584点 - 1999年（平成11年）3月19日指定。
  - 高梨家神楽師用具 427点 - 2000年（平成12年）3月17日指定。
  - 江戸川の船大工用具と漁船 1,206点 - 2003年（平成15年）3月18日指定。
- 史跡
  - 大宮公園内遺跡 付出土品 - 1956年（昭和31年）11月1日指定。

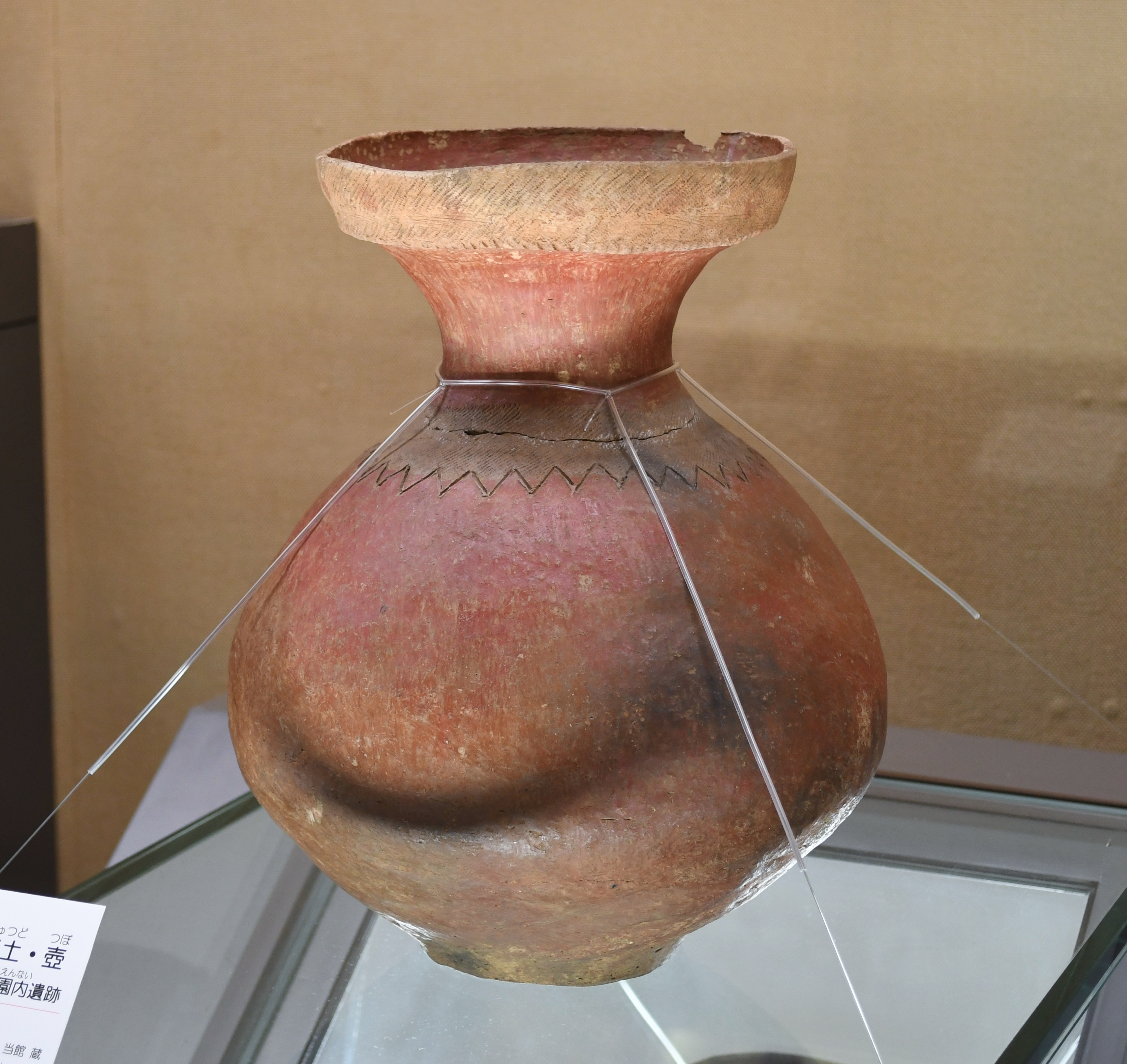
大宮公園内遺跡出土 壺
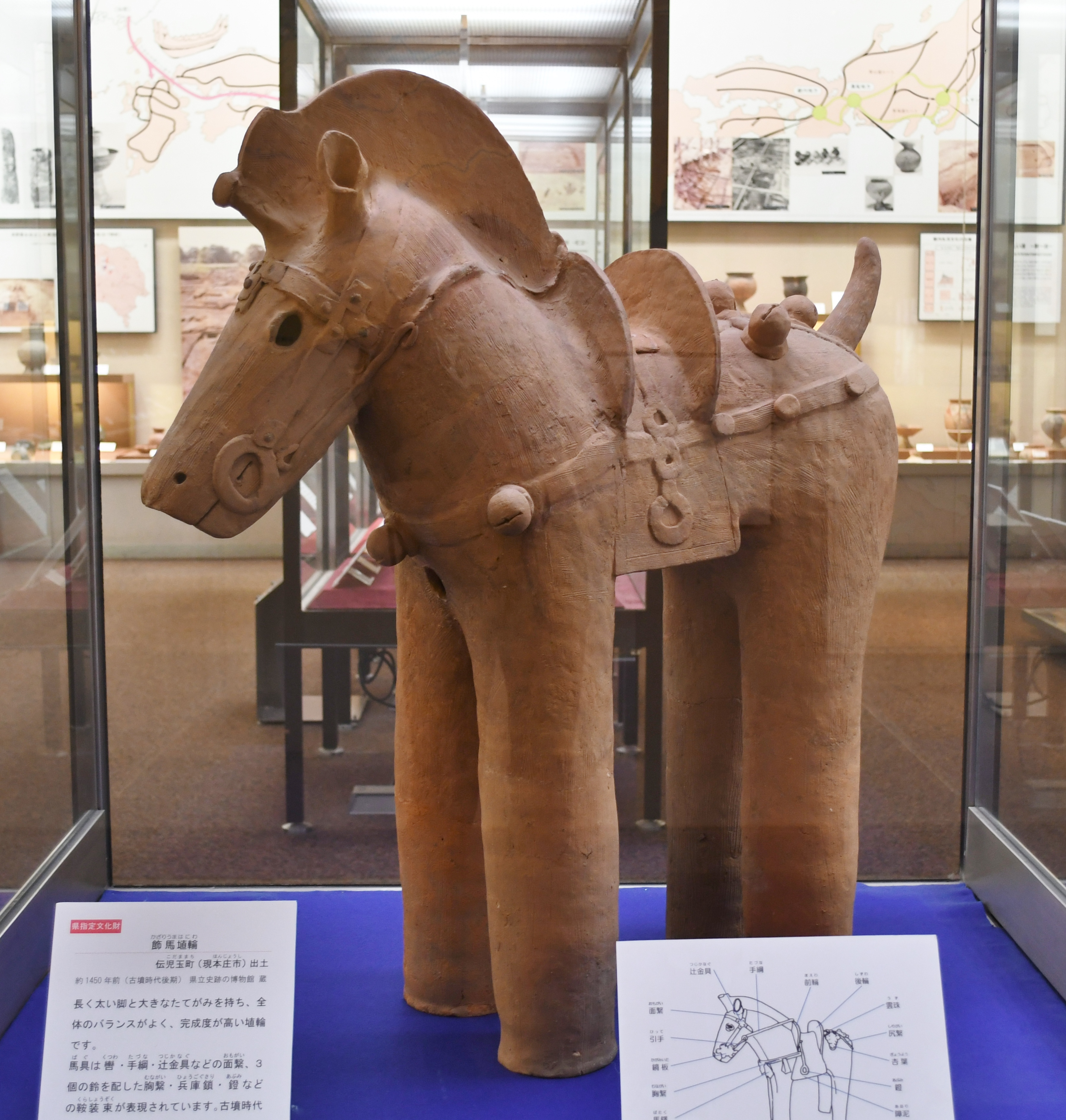
伝児玉町出土 飾馬埴輪
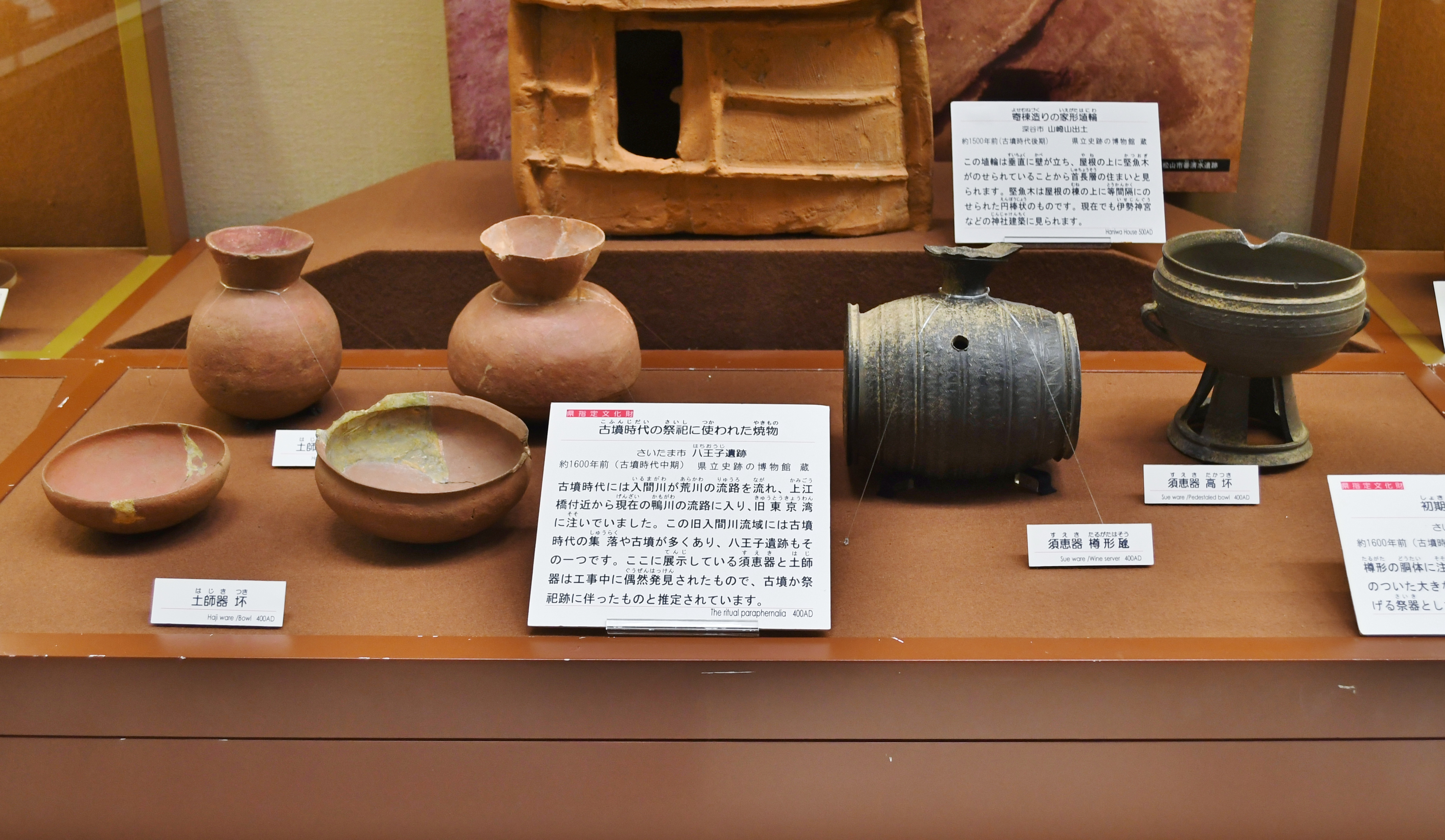
八王子遺跡出土 土器

### その他

雷電山古墳出土 円筒埴輪
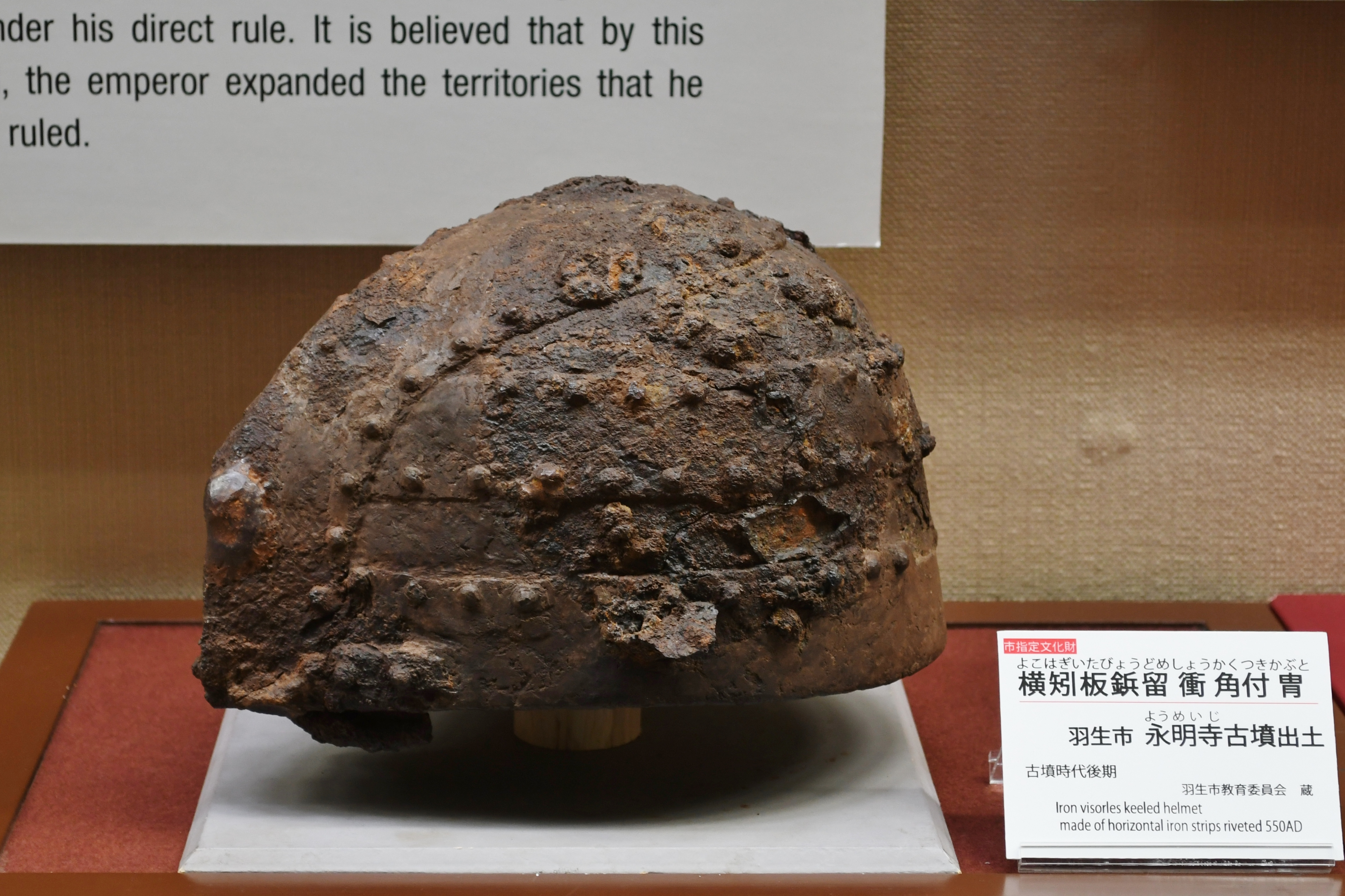
永明寺古墳出土 横矧板鋲留衝角付冑
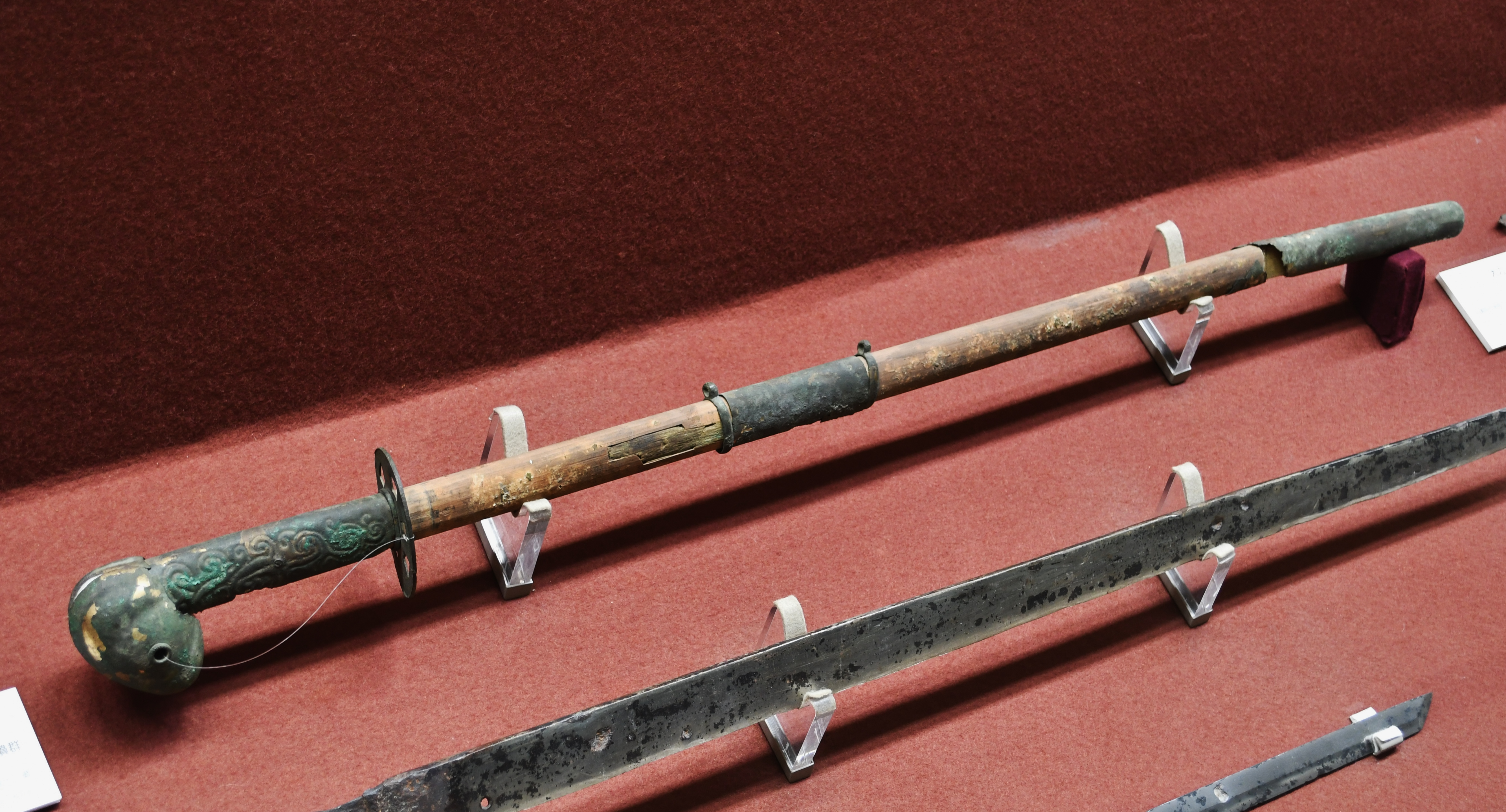
三千塚古墳群出土 頭椎大刀
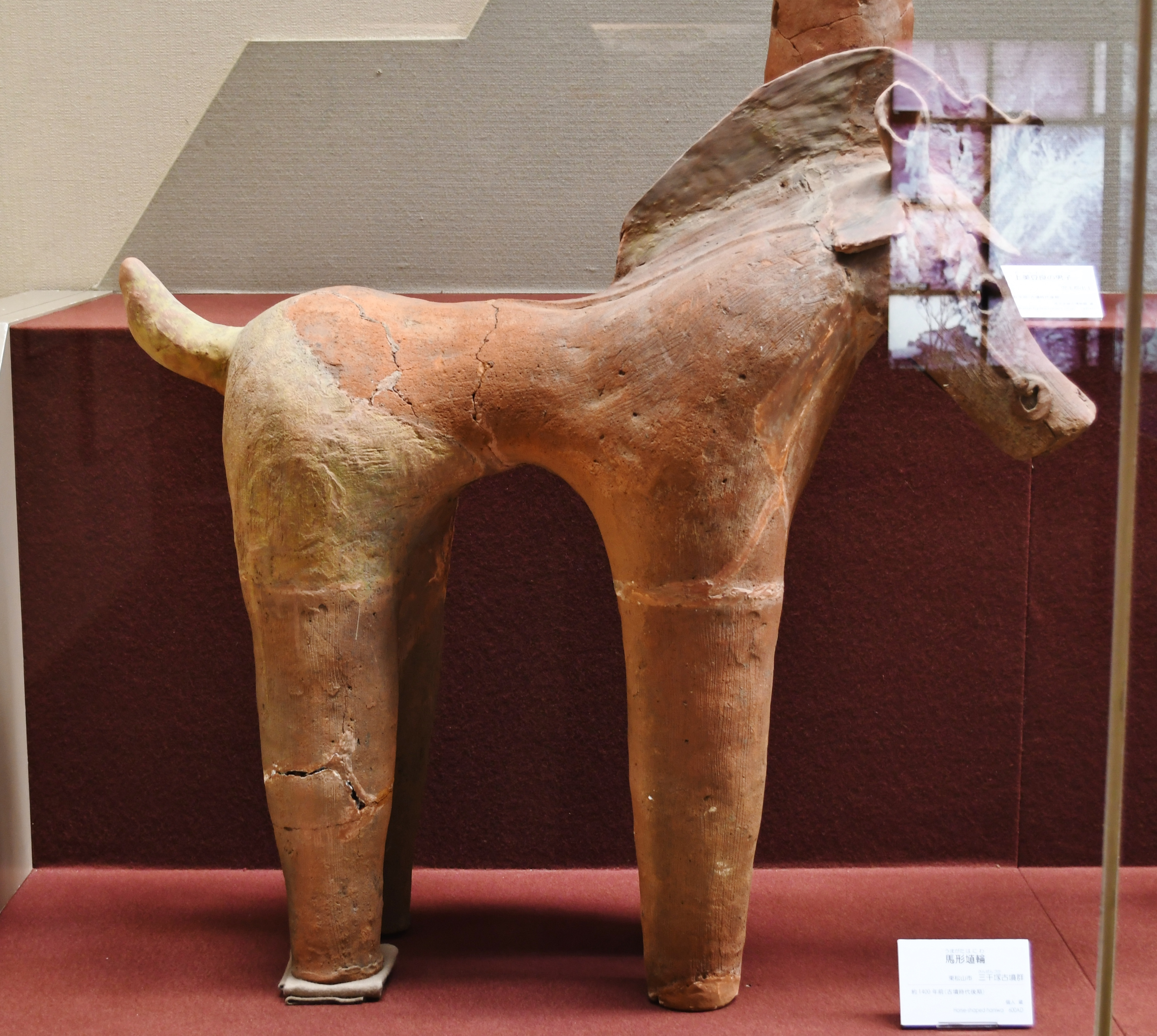
三千塚古墳群出土 馬形埴輪
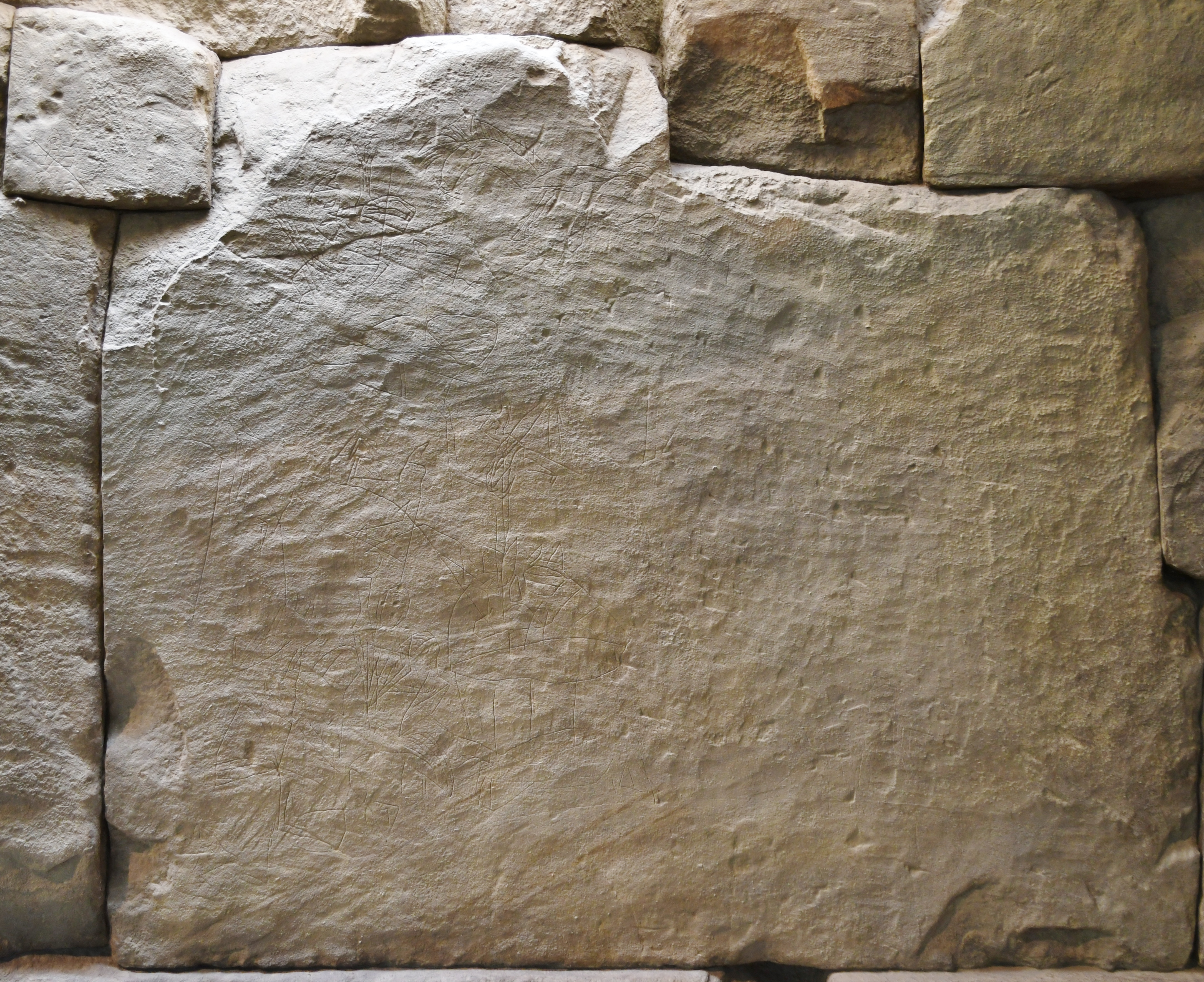
地蔵塚古墳線刻画（複製）

## 展示構成
- 特別展示室
- 季節展示室
- 常設展示室（歴史順展示） - 毎月一回は展示替えが行われる[4]。
  - 第1室・歴史展示室 狩りから稲作へ・旧石器～弥生時代
  - 第2室・歴史展示室 鉄剣は語る・古墳時代
  - 第3室・歴史展示室 武蔵武士・奈良～南北朝時代
  - 第4室・美術展示室
  - 第5室・歴史展示室 乱世に生きる・室町～戦国時代
  - 第6室・歴史展示室 武士の心・板碑
  - 第7室・歴史展示室 幕府の支配と村のくらし・江戸時代I
  - 第8室・歴史展示室 社会の成長とゆらぎ・江戸時代II
  - 第9室・歴史展示室 激動の時代をこえて・明治時代～現代
  - 第10室・民俗展示室
- ゆめ・体験ひろば - いつでも誰でも参加できるさまざまなメニューがそろっている。「まが玉」や「絞り藍染めのハンカチ」づくりなどは、毎日体験できる[4]。
- 「自由自在座」
- 「ものづくり工房」
- 「昭和の原っぱ」

## 利用情報
- 休館日：月曜(ただし祝日の場合は開館、5月1日・2日、11月14日「県民の日」を除く)、臨時休館あり
- 開館時間：9時～16時30分(入場は16時まで、7月1日～8月31日は9:00～17:00、入場は16:30まで)
- 入場料：一般300円、高・大学生150円、中学生以下及び障害者手帳所持者は無料 (特別展・企画展は別料金。ただし「ゆめ、体験ひろば」は無料)

## 交通
- 東武野田線大宮公園駅から徒歩5分。
- JR・東武線大宮駅から徒歩20分。

## その他
スピッツのシングル、正夢のPVが当地で撮影された。